# Muzeum Nikifora w Krynicy-Zdroju
Muzeum Nikifora w Krynicy-Zdroju – muzeum w Krynicy-Zdroju, w którym zgromadzono obrazy i pamiątki po słynnym malarzu-prymitywiście, Nikiforze Krynickim. Muzeum ulokowane jest w drewnianym budynku „Romanówka”, w centrum uzdrowiska, przy Bulwarach Dietla, tuż za Starym Domem Zdrojowym. Do budynku prowadzi mostek ponad potokiem Kryniczanka. Placówka jest oddziałem Muzeum Ziemi Sądeckiej w Nowym Sączu.

## Historia
Budynek wpisany jest do rejestru zabytków pod  nr rej.: A-405 z 20.11.1972
Budynek muzeum – willa „Romanówka” – został wybudowany w II połowie XIX wieku jako pensjonat wypoczynkowy w tzw. „szwajcarskim stylu”, bardzo charakterystycznym dla budowanych w tamtym czasie obiektów w Krynicy. Jest konstrukcji zrębowej, oszalowany malowanymi deskami, kryty blachą, symetryczny, parterowy z półpiętrem. W środku znajduje się głęboki półcień podparty profilowanymi słupami. Nad drzwiami i oknami umieszczone są trójkątne, drewniane naczółki.
Budynek do 1990 znajdował się przy ul. Piłsudskiego. Od lat 70. XX wieku dewastowany, był niedostępny dla osób postronnych. W 1990 został rozebrany, poddany konserwacji i zmontowany na nowo na obecnym miejscu. Jest to obiekt zabytkowy i znajduje się na małopolskim Szlaku Architektury Drewnianej.
W 1995 w budynku otwarto Muzeum Nikifora, co zostało uznane za największe wydarzenie roku w muzealnictwie.
Muzeum w Nowym Sączu posiada największą na świecie (ponad 1000 eksponatów) kolekcję obrazów Nikifora i pamiątek po artyście.

## Zbiory
W Muzeum Nikifora zgromadzono 77 prac artysty, prezentujące w szerokim wyborze unikalne, autentyczne dzieła artysty. Ekspozycja pokazuje techniki plastyczne, którymi się posługiwał oraz najważniejsze cykle tematyczne charakterystyczne dla jego twórczości. Są to m.in.: malowane w latach 20. i 30. XX w. pejzaże beskidzkie z cerkiewkami i stacjami kolejowymi, autoportrety, sceny wojskowe, dworce kolejowe i urzędy, architektura fantastyczne. Dzieła te uważane są przez znawców za szczytowe osiągnięcie w dorobku artysty.
Zaprezentowany został również bardzo skromny warsztat pracy Nikifora, na który składały się: proste, drewniane skrzynki z tanimi farbami i pędzlami, różne rodzaje papieru, listy proszalne, a także oryginalne pieczątki, którymi sygnował swoje obrazki. Ponadto eksponowane są zdjęcia artysty, a także polskie i zagraniczne publikacje opisujące jego twórczość, plakaty, katalogi i zaproszenia na wystawy prac Nikifora z całego świata.
Poza ekspozycją stałą organizowane są wystawy wybitnych artystów z kręgu sztuki naiwnej, ludowej i art brut. Ponadto w muzeum odbywają się koncerty, konferencje, spotkania autorskie oraz wykłady i lekcje muzealne.
Na budynku muzeum umieszczona jest tablica pamiątkowa z płaskorzeźbą przedstawiającą artystę.

## Galeria

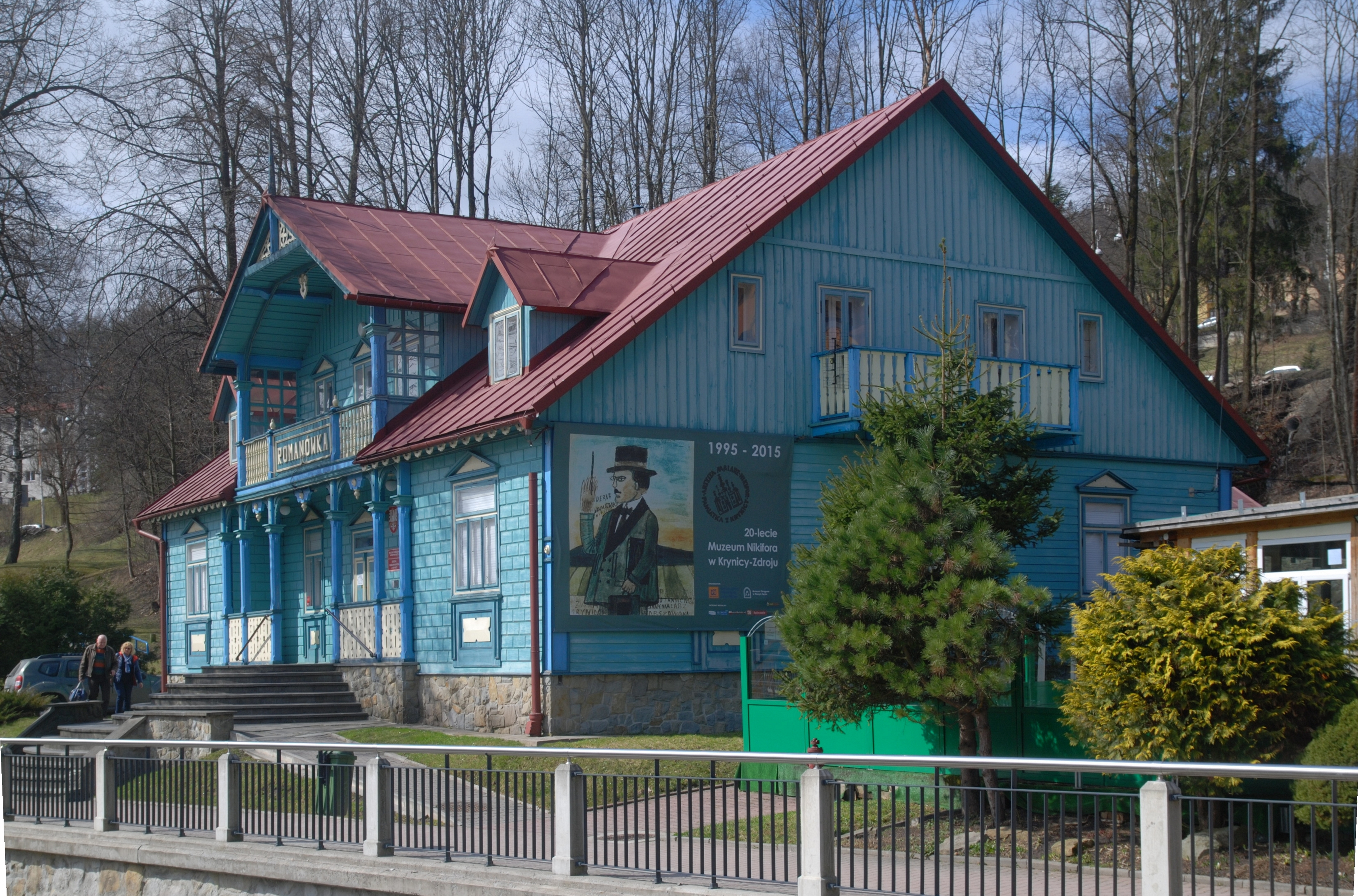
Willa „Romanówka”
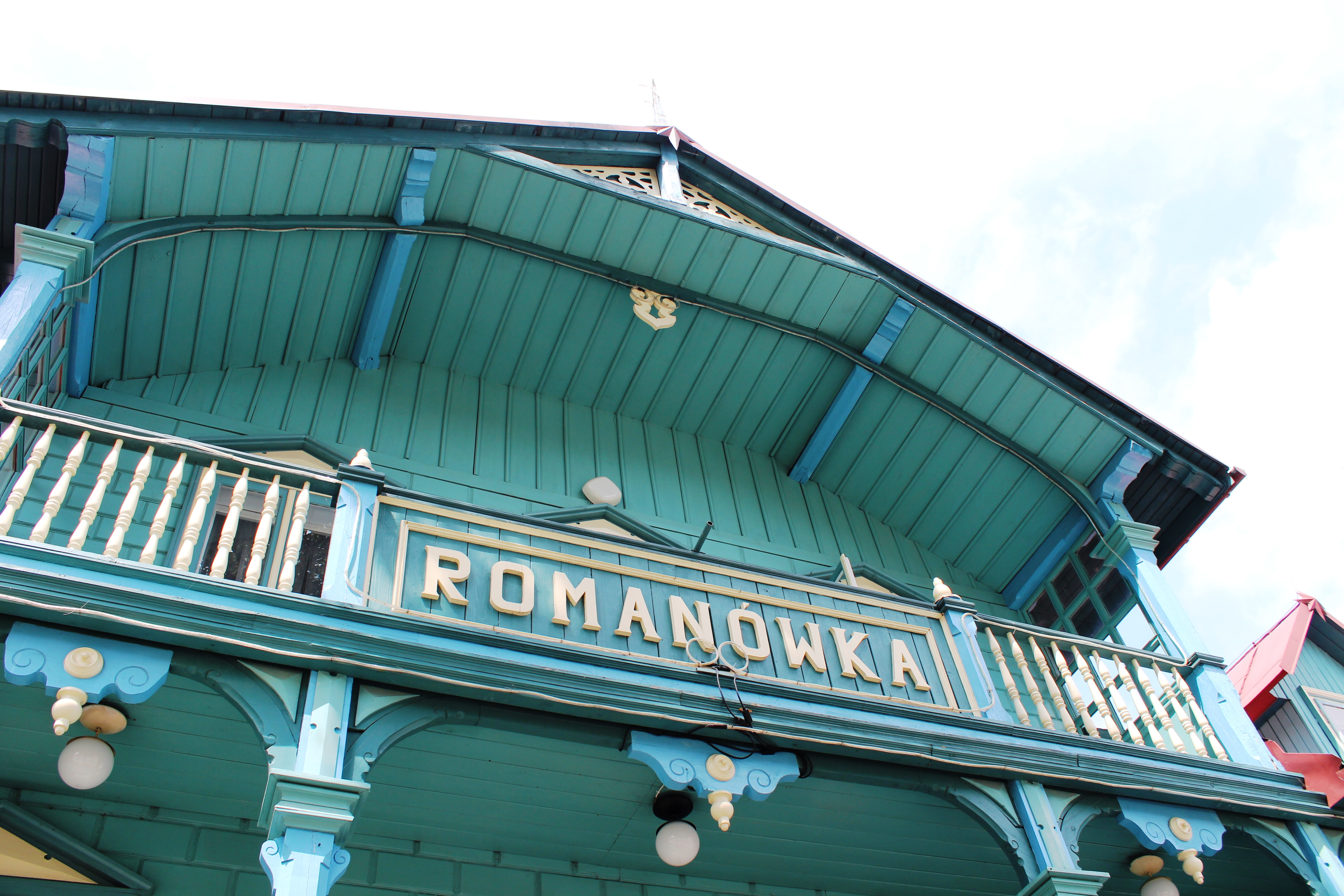
„Romanówka” – szyld nad wejściem
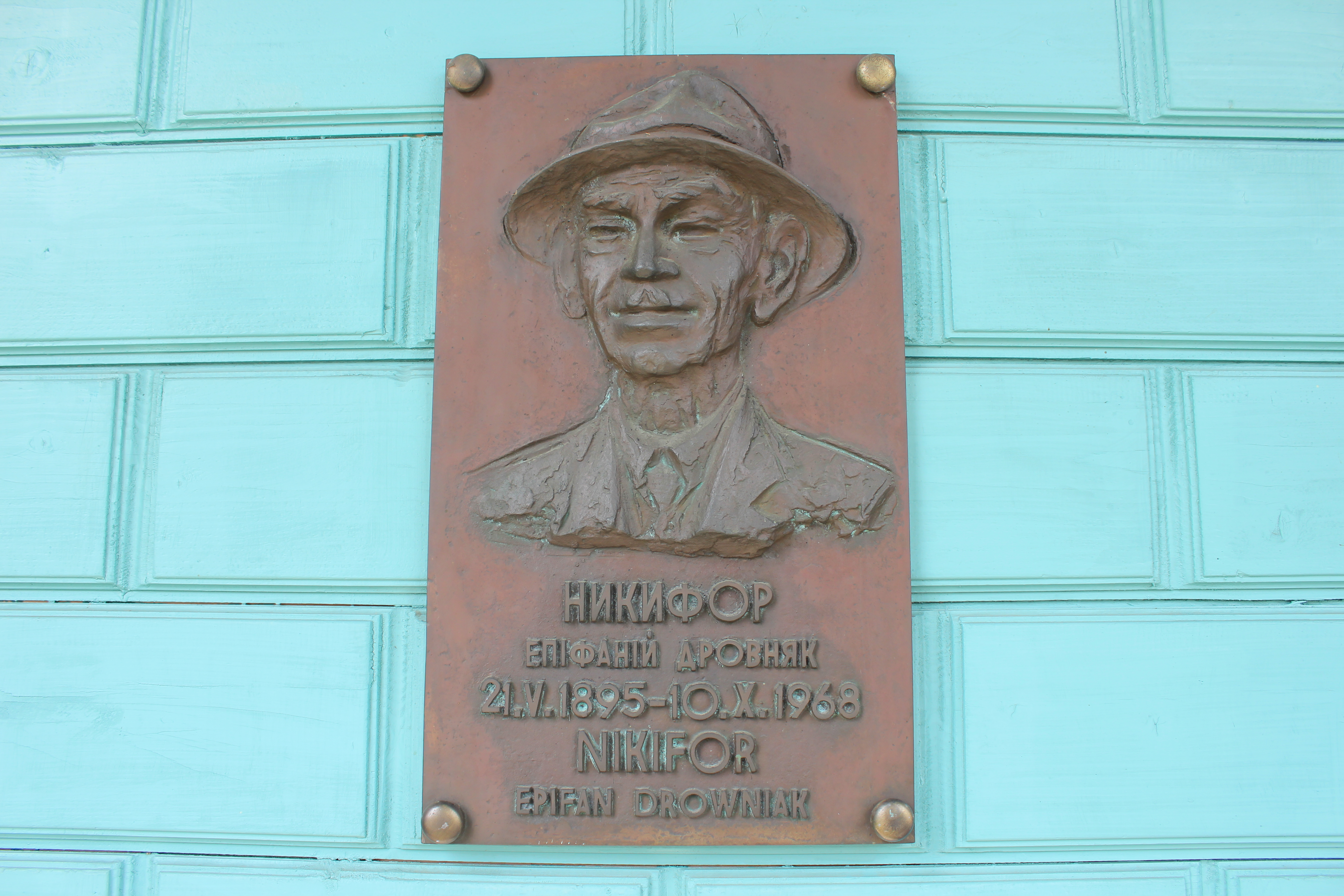
Płaskorzeźba poświęcona Nikiforowi na ścianie budynku
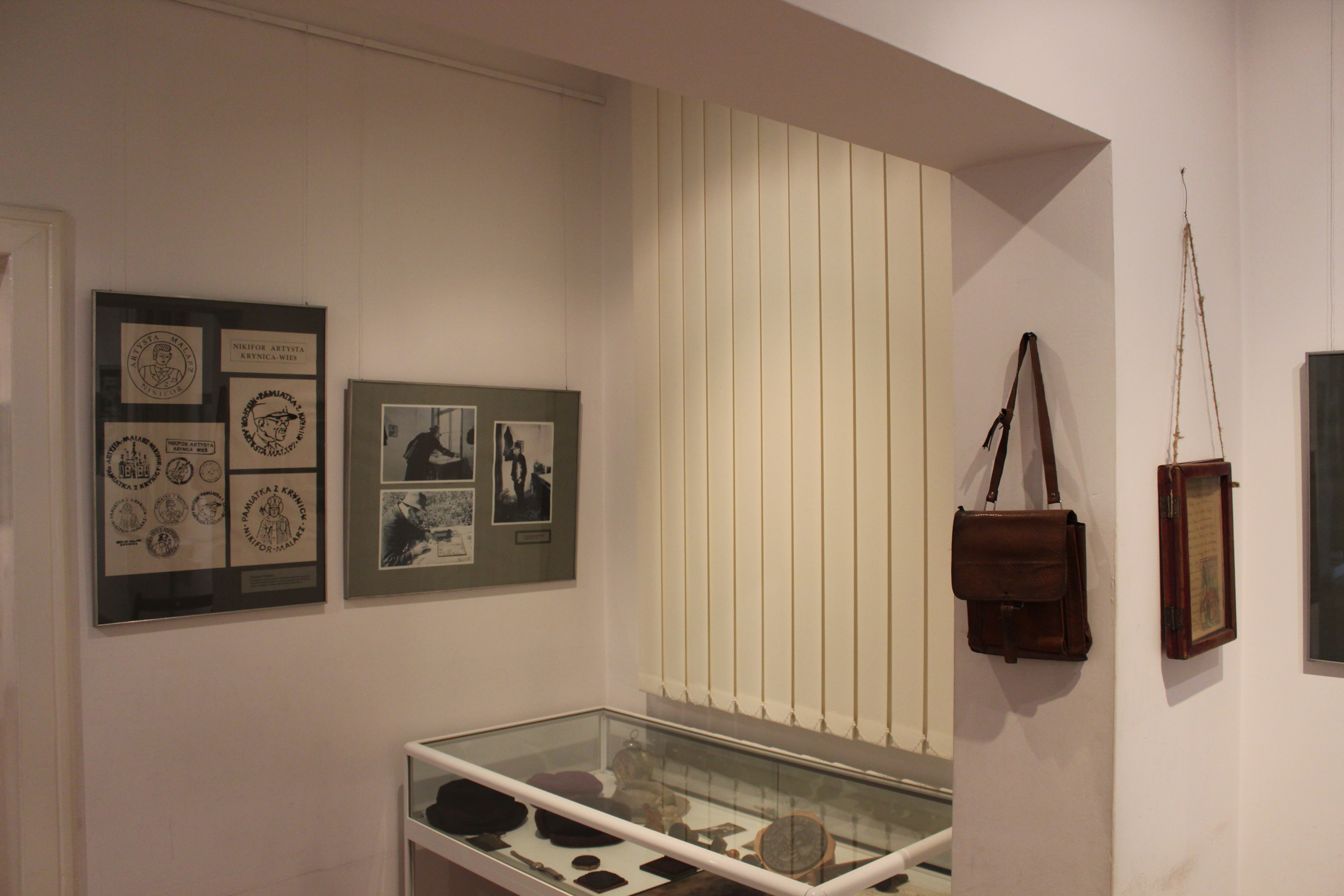
Ekspozycja muzeum
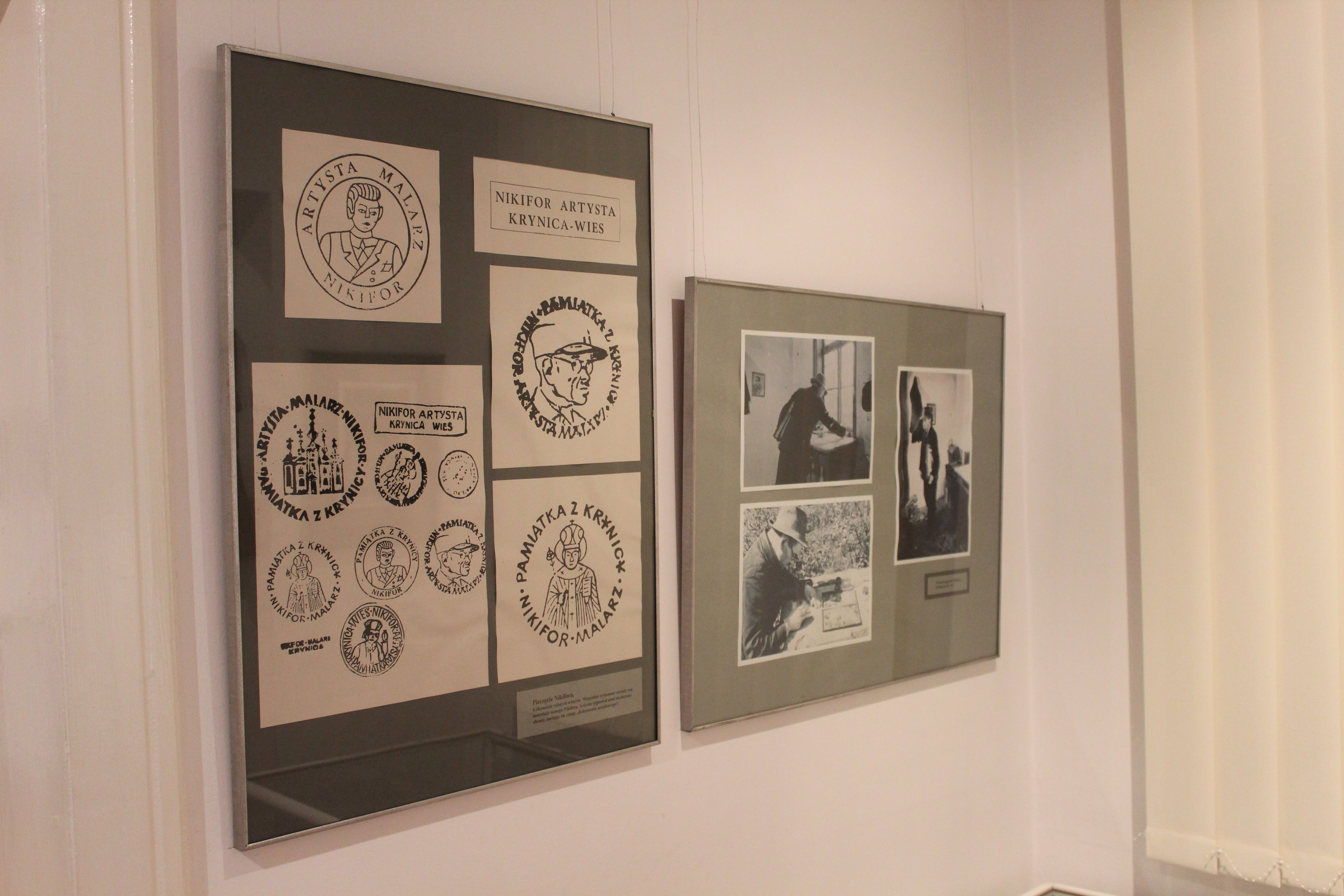
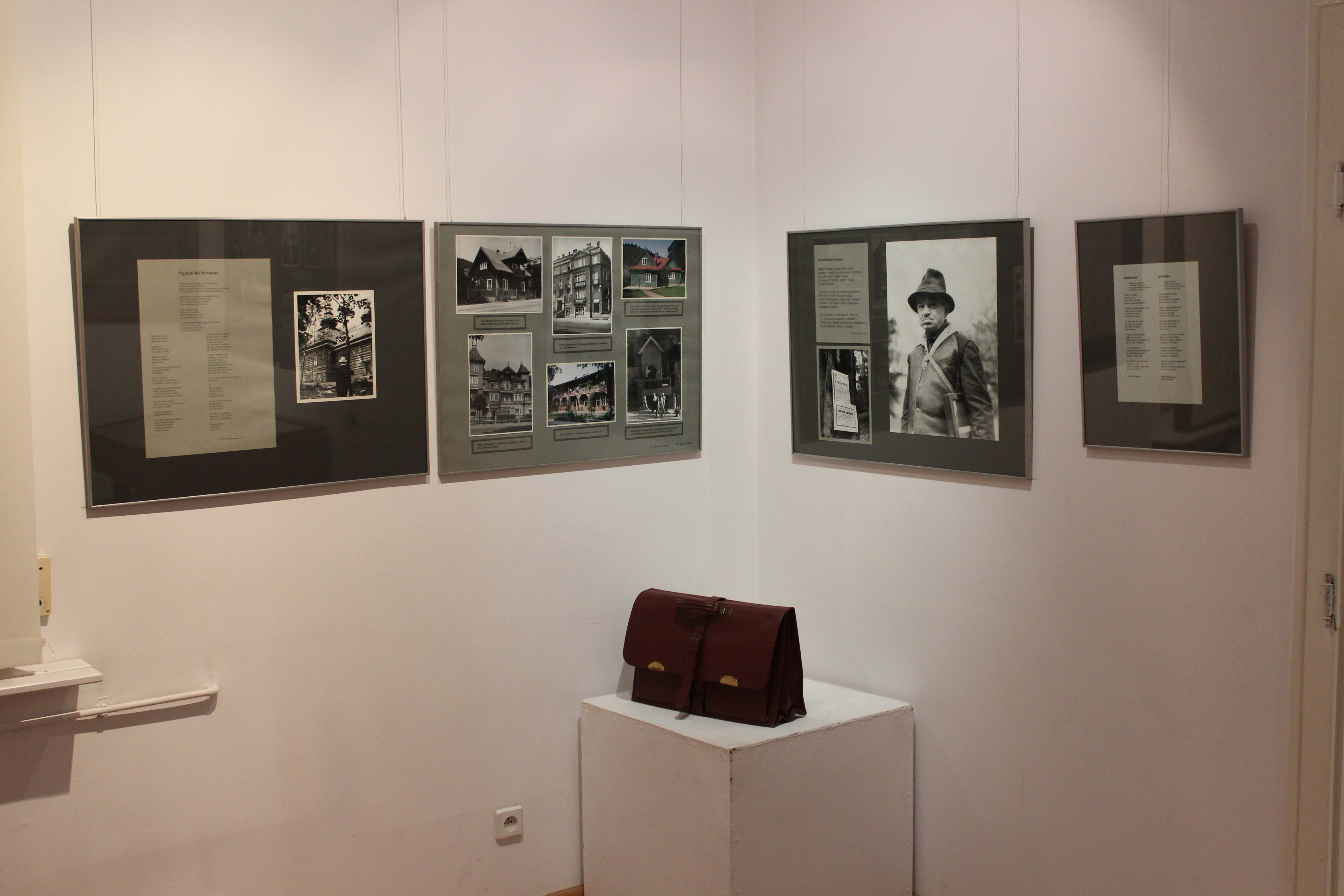
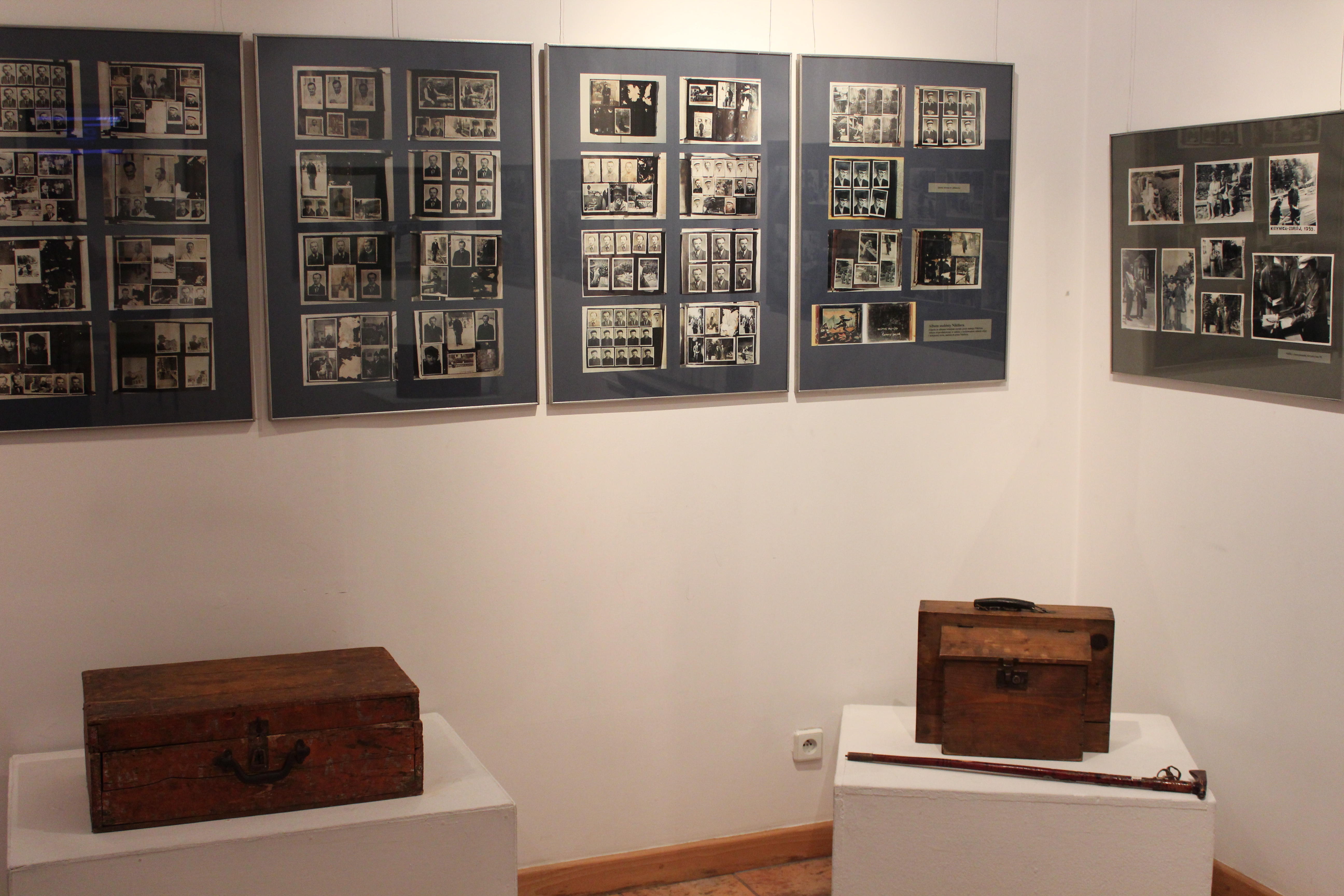
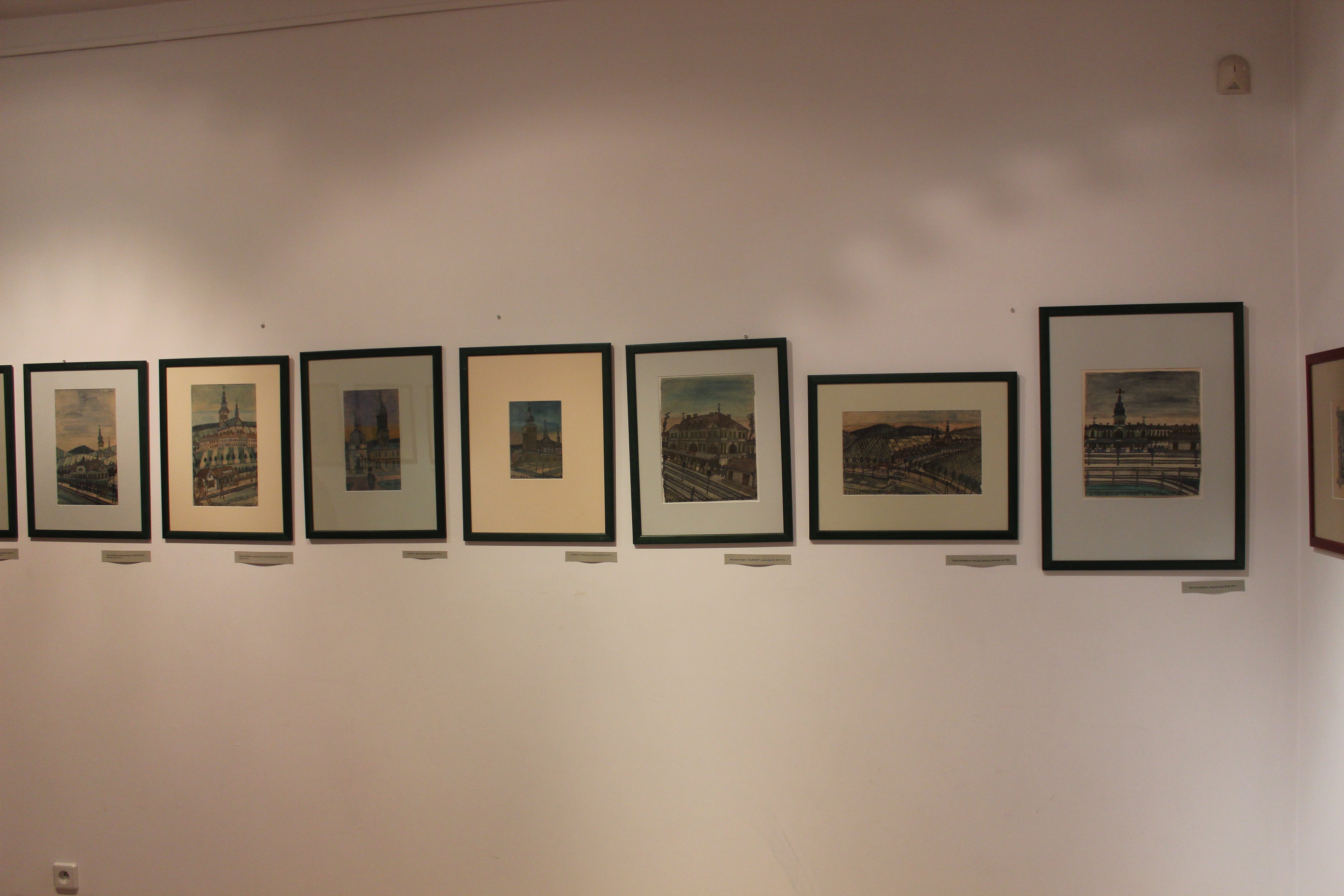
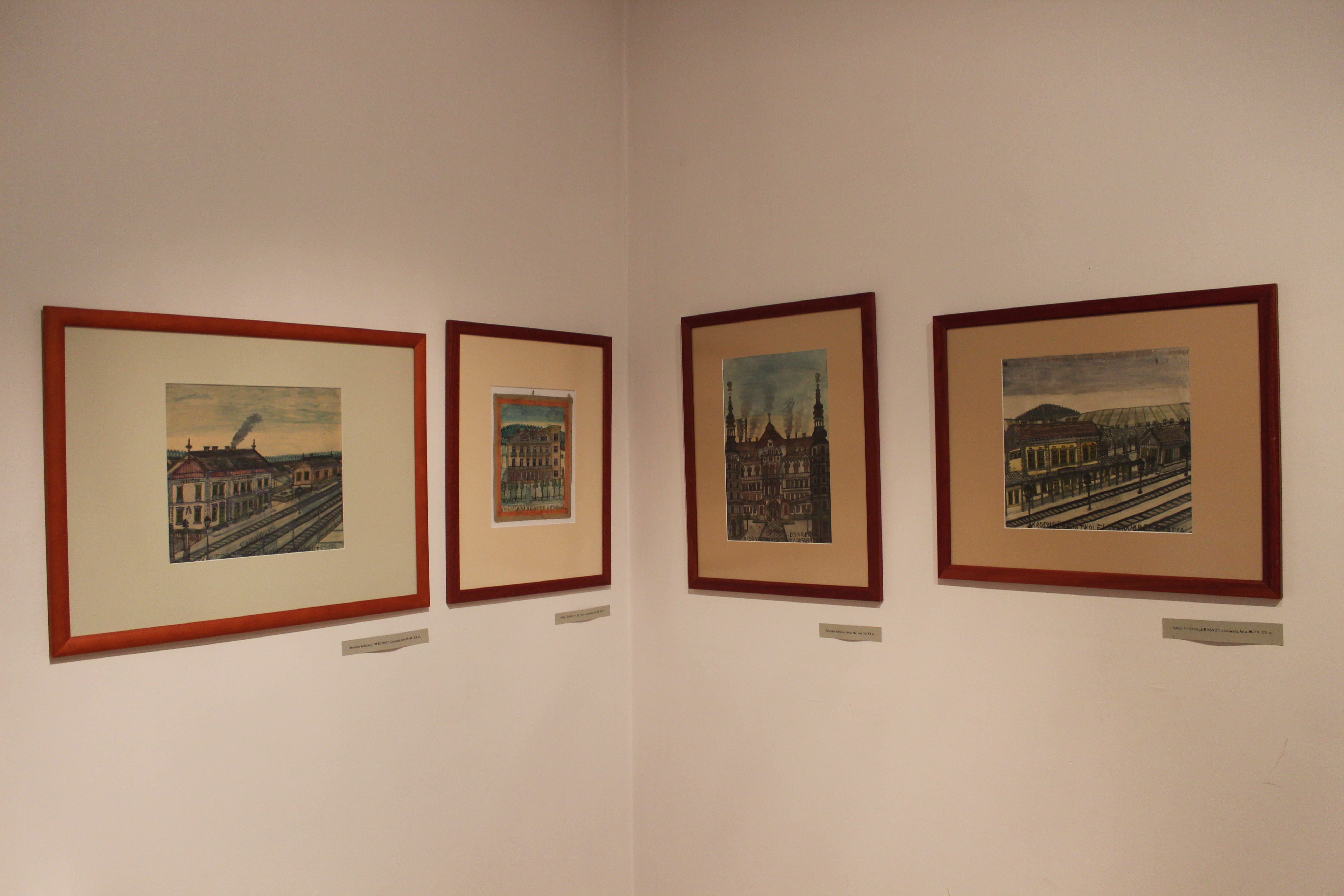